# با قلعة (ألاداغ)
با قلعة (بالفارسية: پاقلعه) هي مستوطنة تقع في إيران في Aladagh Rural District. يقدر عدد سكانها بـ 136 نسمة بحسب إحصاء 2016.